# SECRET AMBITION
SECRET AMBITION(시크릿 앰비션)은 미즈키 나나의 15집 싱글이다. 2007년 4월 18일에 발매되었다.